# Ohradzany, Humenné
Ohradzany este o comună slovacă, aflată în districtul Humenné din regiunea Prešov. Localitatea se află la altitudinea de 170 m deasupra n.m., se întinde pe o suprafață de 11,99 km2 și în 2017 număra 641 de locuitori.

## Istoric
Localitatea Ohradzany este atestată documentar din 1317.

## Demografie
| An:                | 1994 | 2004   | 2014   | 2024   |
| ------------------ | ---- | ------ | ------ | ------ |
| Număr de persoane: | 594  | 619    | 643    | 614    |
| Diferență:         |      | +4,20% | +3,87% | −4,51% |

| An:                | 2023 | 2024   |
| ------------------ | ---- | ------ |
| Număr de persoane: | 615  | 614    |
| Diferență:         |      | −0,16% |